# Арзуманов, Павел Архипович
Павел Архипович Арзуманов (1 августа 1960 года, ГрССР, СССР — 2 мая 2021 года, Москва, Россия) — российский художник, академик Российской академии художеств (2011).

## Биография
Родился 1 августа 1960 года в Грузии.
В 1986 году — окончил Львовскую национальную академию искусств; в 1996 году — окончил факультет повышения квалификации при Российской академии живописи ваяния и зодчества.
С 1987 по 1992 годы — художник художественного фонда РСФСР (Комбинат диарамно-макетных и художественных работ).
С 1992 по 2004 годы — руководитель творческих организаций, живописец, дизайнер по интерьеру.
С 2004 года — Президент Русско-Греческого творческого союза художников.
С 2012 по 2014 годы — председатель государственной аттестационной комиссии в Южном Федеральном университете, с 2014 года — заместитель председателя государственной аттестационной комиссии.
С 1996 года — член Московского союза художников, Творческого союза художников России, с 1998 года — член Союза художников России.
В 2011 году — избран академиком Российской академии художеств от Отделения дизайна.
С 2015 года — почётный профессор Российского государственного социального университета, с 2016 года — почётный доктор Донского государственного технического университета.
Павел Архипович Арзуманов умер 2 мая 2021 года в Москве.

## Творческая деятельность
Основные проекты и произведения: проект и художественно-декоративное оформление интерьеров в Международной конфедерации творческих союзов в ЦДХ (1995), проект интерьеров галереи «САРТ» (1994), проект интерьеров Высшей профсоюзной школы (1998 г.)
Живописные работы: портрет профессора П. П. Литвинского (2010), портрет профессора Ю. С. Николаева (1996), портрет академика В. И. Сарианиди (2012), портрет художника В. Шириния (2016), «Натюрморт с ритоном» (2008), «Память о Бородино» (2006), работа над картиной «Женитьба Ивана III на Софии Палеолог», «Натюрморт с фруктами» (1997), «Акрополь» (2001), «Эгейское море» (2002), «Гора Олимп» (2003), «Морской пейзаж» (2004).
Произведения находятся в музеях и частных коллекциях России и за рубежом.